# Nachum Erlich

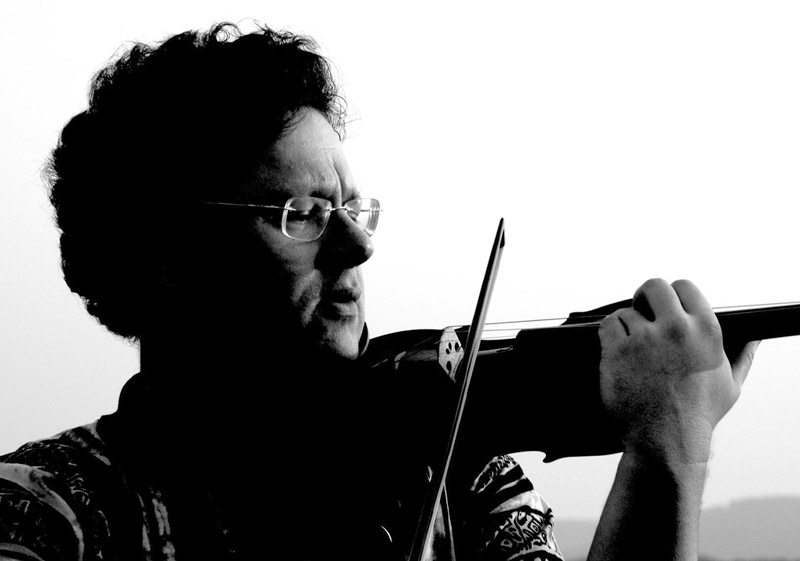
Nachum Erlich (2008)

Nachum Erlich (* 28. Juni 1959 in Jerusalem, Israel; † 15. März 2023) war ein israelischer Violinvirtuose und Dozent für Musikausbildung.

## Leben
Erlich begann das Violinstudium zunächst bei seinem Vater Moshe Erlich, Mitglied des Sinfonieorchesters in Jerusalem, und setzte es bei Yair Kless an der Rubin Academy in Jerusalem fort, der heutigen Jerusalem Academy of Music and Dance.
Von 1975 bis 1981 war er Meisterschüler am Berner Konservatorium bei Max Rostal, wo er ein Studium mit dem Konzertdiplom abschloss. Studienergänzend absolvierte er Meisterkurse bei Nathan Milstein und Henryk Szeryng, später mehrfach Studien bei Steven Staryk.
Von 1981 bis 1991 unterrichtete Nachum Erlich als Dozent der Sibelius-Akademie in Helsinki. Als Dozent betreute er  Meisterkurse in Deutschland, Finnland, Italien, Polen, Korea, Brasilien, Österreich, Japan, China und den USA.
Ab 1991 hatte er eine Professur für Violine an der Staatlichen Hochschule für Musik Karlsruhe inne und war dort ab Oktober 2022 Prorektor.
Innerhalb seiner solistischen Tätigkeit arbeitete er mit den Dirigenten Moshe Atzmon, Esa-Pekka Salonen, Rudolf Baumgartner, Okko Kamu, Jukka-Pekka Saraste, Walter Weller und Sergiu Comissiona zusammen. Auf dem Gebiet der Kammermusik spielte Erlich mit Alfons Kontarsky, Siegfried Mauser, Kalle Randalu, Rudolf Meister, Julius Berger, Fany Solter, Martin Ostertag, Edward Vanderspar, Wolfgang Meyer und Eduard Brunner zusammen. Sein besonderes Interesse galt der Entdeckung und Interpretation selten gespielter Werke und besonders der Werke Max Regers. Im Januar 2004 erschien eine Aufnahme der Sonaten op. 122 und op. 139 mit dem Pianisten Siegfried Mauser im Hänssler Verlag.
Seit der Studienzeit nahm die Arbeit mit Kammerorchestern einen großen Raum im künstlerischen Schaffen Nachum Erlichs ein. Er war Mitglied und Konzertmeister bei den Festival Strings Lucerne, der Camerata Bern und dem Basler Kammerorchester. Im Jahr 2001 übernahm er die Leitung des Kammerorchesters der Hochschule für Musik Karlsruhe, mit dem er eine CD unter anderem mit der Aufnahme des Konzerts für zwei Violinen in d-moll von Johann Sebastian Bach zusammen mit dem Geiger Ivri Gitlis aufnahm.
Seit April 2002 war Nachum Erlich Artist in Residence an der Universität Heidelberg. Er war dort  an der Gestaltung des musikalischen Programms der Universität beteiligt, betreute die Streicher des Collegium Musicum und trat  als Solist auf. Er wohnte in Karlsruhe.

## Diskographie
- Das Kammerorchester der Musikhochschule Karlsruhe spielt mit Ivry Gitlis, Leitung & Violine Nachum Erlich, [CD] Karlsdorf: House of Audio, 2006?
- SWR music: Hänssler Classic - highlights, [CD] SWR Media, Hänssler Classic [u. a.], 2005
- Reger: Sonatas for violin & piano op. 122 & op. 139, [CD] SWR Media, 2004
- Vieuxtemps: Suiten, Vl Kl, op. 43, [CD] Podium 1997

## Videos
- J.-S. Bach: Doppelkonzert d-moll BWV 1043 für zwei Violinen und Orchester - II. Largo, ma non tanto. Ivry Gitlis und Nachum Erlich mit dem Kammerorchester Karlsruhe
- E. Bloch: ‚Nigun‘ / Baal Shem Suite. Nachum Erlich, Violine - Yang Yang, Klavier
- M. Reger: La Folia. Nachum Erlich mit dem Kammerorchester Karlsruhe